# كلاودكروفت (نيومكسيكو)
كلاودكروفت (بالإنجليزية: Cloudcroft, New Mexico)‏ هي بلدة تقع في الولايات المتحدة في مقاطعة أوتيرو، نيومكسيكو. يقدر عدد سكانها بـ 749 نسمة ومساحتها 3.9 كم2 وترتفع عن سطح البحر 2,642 متر.

## التركيبة السكانية
حدّد مكتب تعداد الولايات المتحدة بيانات التركيبة السكانية لكلاودكروفت في تعداد الولايات المتحدة. في ما يلي، التركيبة السكانية حسب تعدادي 2000 و2010.

### تعداد عام 2000
بلغ عدد سكان كلاودكروفت 749 نسمة بحسب تعداد عام 2000، وبلغ عدد الأسر 320 أسرة وعدد العائلات 224 عائلة مقيمة في القرية. في حين سجلت الكثافة السكانية 177.1 نسمة لكل كيلومتر مربع (458.7/ميل2). وبلغ عدد الوحدات السكنية 920 وحدة بمتوسط كثافة قدره 217.5 لكل كيلومتر مربع (563.3/ميل2).
وتوزع التركيب العرقي للقرية بنسبة 92.66% من البيض و0.80% من الأمريكيين الأصليين و0.53% من الأمريكيين ذوي الأصول الآسيوية و3.47% من الأعراق الأخرى و2.54% من عرقين مختلطين أو أكثر و15.49% من الهسبانيون أو اللاتينيون من أي عرق.
بلغ عدد الأسر 320 أسرة كانت نسبة 31.2% منها لديها أطفال تحت سن الثامنة عشر تعيش معهم، وبلغت نسبة الأزواج القاطنين مع بعضهم البعض 58.1% من أصل المجموع الكلي للأسر، ونسبة 7.8% من الأسر كان لديها معيلات من الإناث دون وجود شريك، بينما كانت نسبة 4.1% من الأسر لديها معيلون من الذكور دون وجود شريكة وكانت نسبة 30% من غير العائلات. تألفت نسبة 26.2% من أصل جميع الأسر من عدة أفراد يعيشون في نفس المنزل ونسبة 8.4% كانت تتألف من شخص يعيش بمفرده يبلغ من العمر 65 عاماً أو أكثر. وبلغ متوسط حجم الأسرة المعيشية 2.34، أما متوسط حجم العائلات فبلغ 2.82.
بلغ العمر الوسطي للسكان 42.9 عاماً. وكانت نسبة 24.3% من القاطنين تحت سن الثامنة عشر، وكانت نسبة 4.5% بين الثامنة عشر والرابعة والعشرين عاماً، ونسبة 24.4% كانت واقعةً في الفئة العمرية ما بين الخامسة والعشرين والرابعة والأربعين عاماً، ونسبة 31.4% كانت ما بين الخامسة والأربعين والرابعة والستين، ونسبة 15.4% كانت ضمن فئة الخامسة والستين عاماً فما فوق. يوجد لكل 100 أنثى 98.1 ذكر، ويوجد لكل 100 أنثى في الثامنة عشر من عمرها فما فوق 96.2 ذكر.
بلغ متوسط دخل الأسرة في القرية 40,795 دولارًا، أما متوسط دخل العائلة فبلغ 52,292 دولارًا. وكان متوسط دخل الذكور 40,750 دولارًا مقابل 27,083 دولارًا للإناث. وسجل دخل الفرد الخاص بالقرية 21,301 دولارًا. وكانت نسبة 8.7% من العائلات ونسبة 9.9% من السكان تحت خط الفقر، وكان من هؤلاء نسبة 14% تحت سن الثامنة عشر ونسبة 5.2% في الخامسة والستين من العمر وما فوق.

### تعداد عام 2010
بلغ عدد سكان كلاودكروفت 674 نسمة بحسب تعداد عام 2010، وبلغ عدد الأسر 313 أسرة وعدد العائلات 193 عائلة مقيمة في القرية. في حين سجلت الكثافة السكانية 159.3 نسمة لكل كيلومتر مربع (412.6/ميل2). وبلغ عدد الوحدات السكنية 1,043 وحدة بمتوسط كثافة قدره 246.6 لكل كيلومتر مربع (638.7/ميل2).
وتوزع التركيب العرقي للقرية بنسبة 93.03% من البيض و0.15% من الأمريكيين الأفارقة و1.48% من الأمريكيين الأصليين و0.30% من الأمريكيين ذوي الأصول الآسيوية و1.63% من الأعراق الأخرى و3.41% من عرقين مختلطين أو أكثر و8.90% من الهسبانيون أو اللاتينيون من أي عرق.
بلغ عدد الأسر 313 أسرة كانت نسبة 22.4% منها لديها أطفال تحت سن الثامنة عشر تعيش معهم، وبلغت نسبة الأزواج القاطنين مع بعضهم البعض 50.8% من أصل المجموع الكلي للأسر، ونسبة 8% من الأسر كان لديها معيلات من الإناث دون وجود شريك، بينما كانت نسبة 2.9% من الأسر لديها معيلون من الذكور دون وجود شريكة وكانت نسبة 38.3% من غير العائلات. تألفت نسبة 34.5% من أصل جميع الأسر من عدة أفراد يعيشون في نفس المنزل ونسبة 15% كانت تتألف من شخص يعيش بمفرده يبلغ من العمر 65 عاماً أو أكثر. وبلغ متوسط حجم الأسرة المعيشية 2.15، أما متوسط حجم العائلات فبلغ 2.77.
بلغ العمر الوسطي للسكان 48.9 عاماً. وكانت نسبة 19.7% من القاطنين تحت سن الثامنة عشر، وكانت نسبة 5.6% بين الثامنة عشر والرابعة والعشرين عاماً، ونسبة 16.6% كانت واقعةً في الفئة العمرية ما بين الخامسة والعشرين والرابعة والأربعين عاماً، ونسبة 33.8% كانت ما بين الخامسة والأربعين والرابعة والستين، ونسبة 24.2% كانت ضمن فئة الخامسة والستين عاماً فما فوق. وتوزع التركيب الجنسي للسكان بنسبة 49.6% ذكور و50.4% إناث.

## المناخ
يظهر الجدول التالي التغييرات المناخية على مدار السنة لكلاودكروفت:
| البيانات المناخية لـكلاودكروفت    | البيانات المناخية لـكلاودكروفت | البيانات المناخية لـكلاودكروفت | البيانات المناخية لـكلاودكروفت | البيانات المناخية لـكلاودكروفت | البيانات المناخية لـكلاودكروفت | البيانات المناخية لـكلاودكروفت | البيانات المناخية لـكلاودكروفت | البيانات المناخية لـكلاودكروفت | البيانات المناخية لـكلاودكروفت | البيانات المناخية لـكلاودكروفت | البيانات المناخية لـكلاودكروفت | البيانات المناخية لـكلاودكروفت | البيانات المناخية لـكلاودكروفت |
| الشهر                             | يناير                          | فبراير                         | مارس                           | أبريل                          | مايو                           | يونيو                          | يوليو                          | أغسطس                          | سبتمبر                         | أكتوبر                         | نوفمبر                         | ديسمبر                         | المعدل السنوي                  |
| --------------------------------- | ------------------------------ | ------------------------------ | ------------------------------ | ------------------------------ | ------------------------------ | ------------------------------ | ------------------------------ | ------------------------------ | ------------------------------ | ------------------------------ | ------------------------------ | ------------------------------ | ------------------------------ |
| الدرجة القصوى °ف (°م)             | 64 (18)                        | 63 (17)                        | 70 (21)                        | 75 (24)                        | 85 (29)                        | 89 (32)                        | 89 (32)                        | 85 (29)                        | 85 (29)                        | 76 (24)                        | 70 (21)                        | 69 (21)                        | 89 (32)                        |
| متوسط درجة الحرارة الكبرى °ف (°م) | 41.6 (5.3)                     | 44.0 (6.7)                     | 49.9 (9.9)                     | 57.7 (14.3)                    | 65.8 (18.8)                    | 73.7 (23.2)                    | 71.2 (21.8)                    | 69.9 (21.1)                    | 66.7 (19.3)                    | 59.5 (15.3)                    | 49.5 (9.7)                     | 42.1 (5.6)                     | 57.6 (14.2)                    |
| متوسط درجة الحرارة الصغرى °ف (°م) | 18.5 (−7.5)                    | 21.1 (−6.1)                    | 24.6 (−4.1)                    | 30.7 (−0.7)                    | 38.0 (3.3)                     | 44.3 (6.8)                     | 47.3 (8.5)                     | 46.8 (8.2)                     | 41.2 (5.1)                     | 32.9 (0.5)                     | 24.5 (−4.2)                    | 18.6 (−7.4)                    | 32.4 (0.2)                     |
| أدنى درجة حرارة °ف (°م)           | −21 (−29)                      | −20 (−29)                      | −6 (−21)                       | 4 (−16)                        | 14 (−10)                       | 26 (−3)                        | 33 (1)                         | 34 (1)                         | 22 (−6)                        | 5 (−15)                        | −7 (−22)                       | −13 (−25)                      | −21 (−29)                      |
| الهطول إنش (مم)                   | 1.61 (41)                      | 1.88 (48)                      | 1.35 (34)                      | 0.88 (22)                      | 1.31 (33)                      | 2.27 (58)                      | 5.96 (151)                     | 5.65 (144)                     | 3.10 (79)                      | 1.95 (50)                      | 1.45 (37)                      | 2.16 (55)                      | 29.58 (751)                    |
| متوسط تساقط الثلوج إنش (سم)       | 13.9 (35)                      | 14.9 (38)                      | 11.0 (28)                      | 3.2 (8.1)                      | 0.4 (1.0)                      | 0 (0)                          | 0 (0)                          | 0 (0)                          | 0 (0)                          | 2.6 (6.6)                      | 7.3 (19)                       | 16.9 (43)                      | 70.3 (179)                     |
| المصدر: WRCC                      |                                |                                |                                |                                |                                |                                |                                |                                |                                |                                |                                |                                |                                |

## أعلام
- روني كوكس